# Campionati del mondo di atletica leggera 2019 - Lancio del giavellotto femminile
La gara del lancio del giavellotto femminile dei campionati del mondo di atletica leggera 2019 si è svolta tra il 30 settembre e il 1º ottobre allo Stadio Internazionale Khalifa di Doha, in Qatar.

## Podio
| Pos.    | Atleta            | Nazionalità | Misura  |
| ------- | ----------------- | ----------- | ------- |
| Oro     | Kelsey-Lee Barber | Australia   | 66,56 m |
| Argento | Liu Shiying       | Cina        | 65,88 m |
| Bronzo  | Lü Huihui         | Cina        | 65,49 m |

## Situazione pre-gara

### Record
Prima di questa competizione, il record del mondo (RM) e il record dei campionati (RC) erano i seguenti.
| Record                | Prestazione | Atleta                      | Data                                  | Competizione  |
| --------------------- | ----------- | --------------------------- | ------------------------------------- | ------------- |
| Record mondiale       | 72,28 m     | Barbora Špotáková Rep. Ceca | 13 settembre 2008 Stoccarda, Germania |               |
| Record dei campionati | 71,70 m     | Osleidys Menéndez Cuba      | 14 agosto 2005 Helsinki, Finlandia    | Mondiali 2005 |

### Campioni in carica
I campioni in carica, a livello mondiale e olimpico, erano:
| Campione | Atleta                      | Prestazione | Data                                   | Competizione                |
| -------- | --------------------------- | ----------- | -------------------------------------- | --------------------------- |
| Olimpico | Sara Kolak Croazia          | 66,18 m     | 18 agosto 2016 Rio de Janeiro, Brasile | Giochi della XXXI Olimpiade |
| Mondiale | Barbora Špotáková Rep. Ceca | 66,76 m     | 8 agosto 2017 Londra, Regno Unito      | Mondiali 2017               |

### La stagione
Prima di questa gara, gli atleti con le migliori tre prestazioni dell'anno erano:
| Pos. | Atleta                       | Prestazione | Data                               |
| ---- | ---------------------------- | ----------- | ---------------------------------- |
| 1    | Lü Huihui Cina               | 67,98 m     | 2 agosto 2019 Shenyang, Cina       |
| 2    | Kelsey-Lee Barber Australia  | 67,70 m     | 9 luglio 2019 Lucerna, Svizzera    |
| 3    | Nikola Ogrodnikova Rep. Ceca | 67,40 m     | 26 maggio 2019 Offenburg, Germania |

## Risultati

### Qualificazione
La gara si è svolta il 30 settembre alle ore 16:30. Si sono qualificati alla finale chi ha raggiunto i 63,50 m (Q) o le migliori dodici misure (q).
| Pos. | Gruppo | Atleta                | Nazionalità | 1ª prova | 2ª prova | 3ª prova | Misura | Note |
| ---- | ------ | --------------------- | ----------- | -------- | -------- | -------- | ------ | ---- |
| 1    | B      | Lü Huihui             | Cina        | 62,90    | 67,27    |          | 67,27  | Q    |
| 2    | B      | Christin Hussong      | Germania    | 65,29    |          |          | 65,29  | Q    |
| 3    | A      | Liu Shiying           | Cina        | 62,35    | 63,48    | 61,56    | 63,48  | q    |
| 4    | A      | Martina Ratej         | Slovenia    | 60,78    | 62,87    | –        | 62,87  | q    |
| 5    | A      | Annu Rani             | India       | 57,05    | 62,43    | 60,50    | 62,43  | q    |
| 6    | B      | Barbora Špotáková     | Rep. Ceca   | x        | 58,27    | 62,15    | 62,15  | q    |
| 7    | B      | Kara Winger           | Stati Uniti | 60,56    | 61,51    | 62,13    | 62,13  | q    |
| 8    | B      | Tatsiana Khaladovich  | Bielorussia | x        | 61,74    | x        | 61,74  | q    |
| 9    | A      | Nikola Ogrodníková    | Rep. Ceca   | x        | 50,95    | 61,17    | 61,17  | q    |
| 10   | A      | Kelsey-Lee Barber     | Australia   | 61,08    | 58,95    | 58,20    | 61,08  | q    |
| 11   | A      | Sara Kolak            | Croazia     | 60,03    | x        | 60,99    | 60,99  | q    |
| 12   | B      | Irena Šedivá          | Rep. Ceca   | 55,51    | 60,90    | x        | 60,90  | q    |
| 13   | A      | Haruka Kitaguchi      | Giappone    | 57,34    | 60,84    | 60,54    | 60,84  |      |
| 14   | B      | Alexie Alaïs          | Francia     | 57,37    | 60,46    | 56,83    | 60,46  |      |
| 15   | A      | Ariana Ince           | Stati Uniti | 60,44    | x        | 58,08    | 60,44  |      |
| 16   | A      | Elizabeth Gleadle     | Canada      | 57,35    | 59,22    | 60,17    | 60,17  |      |
| 17   | B      | Sunette Viljoen       | Sudafrica   | 60,10    | 56,56    | 55,57    | 60,10  |      |
| 18   | A      | Madara Palameika      | Lettonia    | 59,95    | x        | x        | 59,95  |      |
| 19   | B      | Su Lingdan            | Cina        | 58,56    | 53,73    | x        | 58,56  |      |
| 20   | A      | Eda Tuğsuz            | Turchia     | 56,98    | x        | 58,28    | 58,28  |      |
| 21   | A      | Annika Fuchs          | Germania    | 57,10    | 58,16    | 56,74    | 58,16  |      |
| 22   | B      | Maria Andrejczyk      | Polonia     | 57,68    | 55,39    | 56,28    | 57,68  |      |
| 23   | B      | Liveta Jasiūnaitė     | Lituania    | 56,90    | 55,15    | 55,97    | 56,90  |      |
| 24   | A      | Anete Kociņa          | Lettonia    | x        | x        | 56,70    | 56,70  |      |
| 25   | B      | Réka Szilágyi         | Ungheria    | 54,37    | 53,94    | 56,26    | 56,26  |      |
| 26   | B      | Hanna Hatsko-Fedusova | Ucraina     | 54,79    | 55,84    | x        | 55,84  |      |
| 27   | B      | Līna Mūze             | Lettonia    | 55,66    | x        | 55,11    | 55,66  |      |
| 28   | A      | Laila Domingos        | Brasile     | 55,44    | 52,03    | 55,49    | 55,49  |      |
| 29   | B      | Yuka Sato             | Giappone    | 51,88    | x        | 55,03    | 55,03  |      |
| 30   | A      | Yu Yuzhen             | Cina        | 53,38    | 49,26    | 48,11    | 53,38  |      |
| 31   | A      | Victoria Hudson       | Austria     | 52,51    | x        | x        | 52,51  |      |

### Finale
La gara si è svolta il 1º ottobre a partire dalle ore 21:20.
| Pos. | Atleta               | Nazionalità | 1ª prova | 2ª prova | 3ª prova | 4ª prova | 5ª prova | 6ª prova | Misura | Note                                     |
| ---- | -------------------- | ----------- | -------- | -------- | -------- | -------- | -------- | -------- | ------ | ---------------------------------------- |
|      | Kelsey-Lee Barber    | Australia   | 62,95    | 61,40    | 58,34    | 60,90    | 63,65    | 66,56    | 66,56  |                                          |
|      | Liu Shiying          | Cina        | 64,81    | 62,61    | 64,82    | 61,82    | 65,88    | 65,75    | 65,88  | Miglior prestazione personale stagionale |
|      | Lü Huihui            | Cina        | 64,93    | 65,06    | 65,00    | 62,31    | 65,49    | 62,61    | 65,49  |                                          |
| 4    | Christin Hussong     | Germania    | 60,58    | 65,05    | 60,26    | 60,84    | 62,25    | 65,21    | 65,21  |                                          |
| 5    | Kara Winger          | Stati Uniti | 57,96    | 61,77    | 62,88    | x        | 63,23    | 62,40    | 63,23  |                                          |
| 6    | Tatsiana Khaladovich | Bielorussia | x        | 60,84    | 62,54    | 62,23    | 60,51    | 61,98    | 62,54  |                                          |
| 7    | Sara Kolak           | Croazia     | 58,22    | 62,22    | 60,93    | 57,09    | 62,28    | 56,21    | 62,28  |                                          |
| 8    | Annu Rani            | India       | 59,25    | 61,12    | 60,20    | 60,40    | 58,49    | 57,93    | 61,12  |                                          |
| 9    | Barbora Špotáková    | Rep. Ceca   | x        | 59,52    | 59,87    |          |          |          | 59,87  |                                          |
| 10   | Martina Ratej        | Slovenia    | 58,98    | 57,22    | 57,32    |          |          |          | 58,98  |                                          |
| 11   | Nikola Ogrodníková   | Rep. Ceca   | x        | 56,01    | 57,24    |          |          |          | 57,24  |                                          |
| 12   | Irena Šedivá         | Rep. Ceca   | 55,73    | x        | 55,86    |          |          |          | 55,86  |                                          |